# Гоброн
Гобро́н (груз. გობრონი; умер 17 ноября 914 года), также известный как Мике́л-Гобро́н или Михаи́л-Гобро́н (груз. მიქელ-გობრონი), — христианский грузинский военачальник, возглавлявший оборону крепости Квели от войск саджидского эмира Азербайджана. Крепость пала после 28-дневной осады, Гоброн был взят в плен и обезглавлен, когда отказался принять ислам. Вскоре после его смерти епископом Тбетийским Стефаном Мтбевари было написано его житие, а Грузинская православная церковь признала Гоброна своим святым, память которого отмечается 30 ноября (17 ноября по старому стилю). История о его мученичестве упоминается также в средневековых грузинских и армянских хрониках.

## Биография
Гоброн является героем сочинения Стефаном Мтбевари, епископа Тбетийского, «Мученичество св. Гоброна, которого казнили в крепости Квели» (груз. წამებაჲ წმიდისა მოწამისა გობრონისი, რომელი განიყვანეს ყუელის ციხით). Оно было написано по поручению Ашота Кухи, грузинского принца из династии Багратидов, в период с 914 и 918 год. Повествование о мученичестве Гоброна разворачивается на фоне рассказа о военном походе Юсуфа ибн Абу-с-Саджа, саджидского эмира Азербайджана, в Грузию в 914 году. Эта кампания была одной из последних крупных попыток со стороны Аббасидского халифата сохранить свою всё более ослабевающую власть над грузинскими землями, которые в то время представляли собой лоскутное одеяло из соперничавших друг с другом местных княжеств и мусульманских владений.
Юсуф ибн Абу-с-Садж (Абуль-Касим в средневековых грузинских источниках) вторгся в Грузию из Армении. Он прошел через мусульманский Тбилисский эмират в Кахетию, откуда двинулся в Картли и вторгся в Самцхе и Джавахетию. Не сумев овладеть крепостью Тмогви, эмир осадил Квели, находившуюся тогда во владении грузинского багратидского князя Гургена II. Крепость Квели продержалась 28 дней: молодой командир Гоброн, имя которого при рождении по данным его жития было Микел, оказал ожесточённое сопротивление и совершил ряд вылазок, но в конце концов был вынужден сдаться противнику. Грузинскому царю Адарнасе удалось выкупить некоторых знатных людей, захваченных мусульманами в плен в Квели, но Гоброн остался в неволе у эмира. Ни обещания почестей, ни пытки, ни казнь 133 его соратников не смогли заставить Гоброна отречься от своей веры, как того требовал Юсуф. Согласно житию, Гоброн, благодарный Христу за то, что его избрали мучеником, встретил свою смерть, будучи обезглавленным.
Оборона Квели Гоброном, его пленение и казнь кратко описаны в анонимной «Картлийской хронике» XI века, являющейся частью сборника «Картлис цховреба», которая ссылается на более подробный рассказ об этих событиях у Стефана Мтбевари. Казнь Микаела из Гугарка также упоминается армянским историком X века Ованесом Драсханакертци, а позднее его соотечественником Степаносом Таронеци.